# Alberto Puschi
Alberto Puschi (* 13. Februar 1853 in Triest; † 9. November 1922 ebenda) war ein italienischer Archäologe und Numismatiker.

## Leben
Puschi studierte von 1873 bis 1877 Geschichtswissenschaft, Geographie, sowie klassische und italienische Philologie an der Universität Graz und interessierte sich besonders für mittelalterliche Numismatik. Nach seiner Rückkehr nach Triest unterrichtete er dort am städtischen Gymnasium und wirkte 1884 bis 1919 als Direktor des Civico Museo di Storia ed Arte (Städtisches Museum für Geschichte und Kunst), das er reorganisierte und durch Ankäufe erweiterte. Von 1887 bis 1902 war er außerdem Herausgeber des „Archeografo Triestino“, der Zeitschrift der Società di Minerva, und führte in Triest und Istrien archäologische Grabungen durch. Alberto Puschi war insbesondere an den Ausgrabungen von Nesactium (Vizače) beteiligt.
Puschi war Vorstandsmitglied der Società Istriana di Archeologia e Storia Patria (Istrischen Gesellschaft für Archäologie und Heimatgeschichte).